# Frédéric de Bade-Durlach
Pour la reine de Suède, voir Frédérique de Bade.
Frédéric de Bade-Durlach, né le 7 octobre 1703 et décédé le 26 mars 1732 à Karlsruhe, est prince héritier de Bade-Durlach.

## Famille
Il est le fils de Charles III Guillaume, margrave de Bade-Durlach, et de Madeleine-Wilhelmine de Wurtemberg.
Frédéric de Bade-Durlach épouse en 1727 Anne-Charlotte-Amélie d'Orange-Nassau (1710 – 1777), fille du stathouder Jean-Guillaume-Friso d'Orange, comte de Nassau-Dietz et prince d'Orange, et de Marie-Louise de Hesse-Cassel.
Deux enfants sont nés de cette union :
- Charles IV Frédéric de Bade-Durlach (puis Charles Ier de Bade), margrave de Bade-Durlach puis margrave de Bade (1771), électeur de 1803 à 1806 puis grand-duc de Bade ;

- Guillaume-Louis de Bade-Durlach (1732 – 1788), officier au service des Provinces-Unies, contracte une union morganatique.

## Biographie
Frédéric de Bade-Durlach, décédé avant son père, ne régna pas. C'est son fils Charles-Frédéric de Bade-Durlach qui succède à son grand-père en 1738. Son épouse montrant des signes de démence, ses enfants sont confiés à leur grand-mère, la margravine douairière Madeleine de Wurtemberg.
Frédéric de Bade-Durlach appartient à la quatrième branche de la maison de Bade, elle-même issue de la première branche de la Maison ducale de Bade. Frédéric de Bade-Durlach appartient à la lignée de Bade-Durlach dite lignée Ernestine, fondée par Ernest de Bade-Durlach. Cette lignée toujours existante est actuellement représentée par le prince Maximilien de Bade.

## Sources
- Friedrich von Baden-Durlach